# تسرنوشتیتسا
تسرنوشتیتسا (به صربی: Crnoštica) یک منطقهٔ مسکونی در صربستان است که در بوسیلگراد واقع شده‌است. تسرنوشتیتسا ۱۹۰ نفر جمعیت دارد.